# 南在
南在（：／，1351年—1419年），字敬之，號龜亭，高麗末期至朝鮮王朝初期文臣。本貫宜寧南氏。
南在原名南謙，是李穡的弟子。他在高麗王朝時期進士及第，與鄭夢周、鄭道傳、趙浚等人關係親密。南謙與弟弟的南誾在李成桂建立朝鮮王朝的過程中立下功勞，而同門的鄭夢周反對李成桂的篡位。1392年朝鮮王朝建立後，南謙被錄為開國功臣第一等，賜名南在授予中樞院學士兼大司憲的官職，封義城君。1394年3月擔任參贊門下府事。
1396年，南在被任命為都兵馬使，與辛克恭、李茂一起，跟隨金士衡參加對馬島征伐。南在反對鄭道傳激進的改革，與南誾保持一定距離。南誾在第一次王子之亂中被殺害，並被認定為鄭道傳逆黨的一員，南在沒有受到牽連。1401年，與趙浚一起推戴世子李芳遠即位，是為朝鮮太宗。南在於太宗朝先後擔任右議政、左議政、領議政的官職。死後諡忠景，配享太祖廟庭。

## 影視形象
- 《龍之淚》，1996年-1998年KBS大河連續劇，孫鎬鈞飾